# 제니퍼 손더스
제니퍼 손더스(Jennifer Saunders, 1958년 7월 6일 ~ )는 잉글랜드의 배우 및 각본가이다. 손더스는 1980년대에 가장 친한 친구이자 코미디 파트너인 돈 프렌치와 함께 왕립 중앙 연설 및 드라마 학교(Royal Central School of Speech and Drama)를 졸업한 후 더 코믹 스트립의 회원이 되면서 주목을 받았다. 프랑스어와 더불어 그녀는 자신의 이름을 딴 스케치 쇼인 프렌치 앤 손더스(French and Saunders)에서 공동 집필하고 주연을 맡았으며, 이 쇼로 그들은 2009년에 BAFTA 펠로십을 공동으로 수상했다. 손더스는 나중에 시트콤 앱솔루틀리 패뷸러스에서 자신의 캐릭터 에디나 몬순(Edina Monsoon)을 쓰고 연기한 것으로 1990년대에 호평을 받았다.

## 출연 작품
- 나일 강의 죽음 (2022) - 마리 반 슈일러 역
- 척 스틸: 나이트 오브 더 트램파이어스 (2018)
- 앱솔루틀리 패벌러스: 더 무비 (2016)
- 씽 (2016)
- 미니언즈 (2015)
- 코렐라인: 비밀의 문 (2009)
- 슈렉 2 (2004)
- 파니와 엘비스 (1999)
- 머펫의 보물섬 (1996)
- 햄릿 만들기 (1995)
- 프렌즈 (1994)
- 앱솔루틀리 패벌러스 (1992)
- 이트 더 리치 (1987)